# 崔相建
崔 相建（チェ・サンゴン、朝鮮語: 최상건、1953年4月28日 - ）は、朝鮮民主主義人民共和国の政治家。朝鮮労働党中央委員会政治局委員、同委員会書記。金日成総合大学総長、高等教育相、国家科学技術委員会委員長などを歴任。

## 経歴
1953年に咸鏡南道で生まれた。朝鮮科学技術連盟中央委員会副委員長や国家科学技術委員会副委員長などを経て、2012年に国家科学技術委員会委員長に就任した。2014年には最高人民会議第13期代議員に選出された。2016年5月9日に開催された朝鮮労働党第7次大会で朝鮮労働党中央委員会委員、党中央委員会部長に選出されたが、2019年12月28日に開催された党中央委員会第7期第5回総会で再度党中央委員会委員に選出されている。2019年4月12日に開催された最高人民会議第14期第1回会議で太炯哲の後任として、金日成総合大学総長、高等教育相に任命された。
2021年1月5日から開催された朝鮮労働党第8次大会で中央委員会委員に再選され、1月10日に開催された党中央委員会第8期第1回総会で党中央委員会政治局委員、同委員会書記に選出された。1月17日に開催された最高人民会議第14期第4回会議で金日成総合大学総長兼教育委員会高等教育相を解任された。

## 参考サイト
- 북한정보포털

| 先代太炯哲 | 高等教育相2019年 - 2021年 | 次代李国哲 |

| 先代太炯哲 | 金日成総合大学総長2019年 - 2021年 | 次代李国哲 |

| 先代韓光福 | 朝鮮労働党科学教育部長2015年 - 2016年 | 次代崔東明 |

| 先代李子方 | 国家科学技術委員会委員長2012年 - 2016年 | 次代李忠吉 |